# Sant Ravidas Nagar
Sant Ravidas Nagar är ett distrikt i den indiska delstaten Uttar Pradesh, och hade 1 353 705 invånare år 2001 på en yta av 959,8 km². Det gör en befolkningsdensitet på 1 410,4 inv/km². Den administrativa huvudorten är staden Bhadohi. De största religionerna är hinduism (87,75 %) och islam (11,96 %).

## Administrativ indelning
Distriktet är indelat i två kommunliknande enheter, tehsils:
- Bhadohi, Gyanpur

## Städer
Distriktets städer är huvudorten Bhadohi samt Ghosia Bazar, Gopi Ganj, Gyanpur, Khamaria, Nai Bazar och Suriyawan.
Urbaniseringsgraden låg på 12,82 procent år 2001.